# علي أباد (تشادغان)
علي أباد (بالإنجليزية: Aliabad, Chadegan)‏ هي قرية تقع في قسم كاوة آهنغر الريفي (مقاطعة تشادغان) في إيران. يقدر عدد سكانها بـ 1,319 نسمة .